# 赤陽新離子節蜱
赤陽新離子節蜱（学名：Neoleipothrix alnuse）为節蜱科新離子節蜱屬下的一个种。